# Chiesa di Sant'Andrea Apostolo (Serramazzoni)

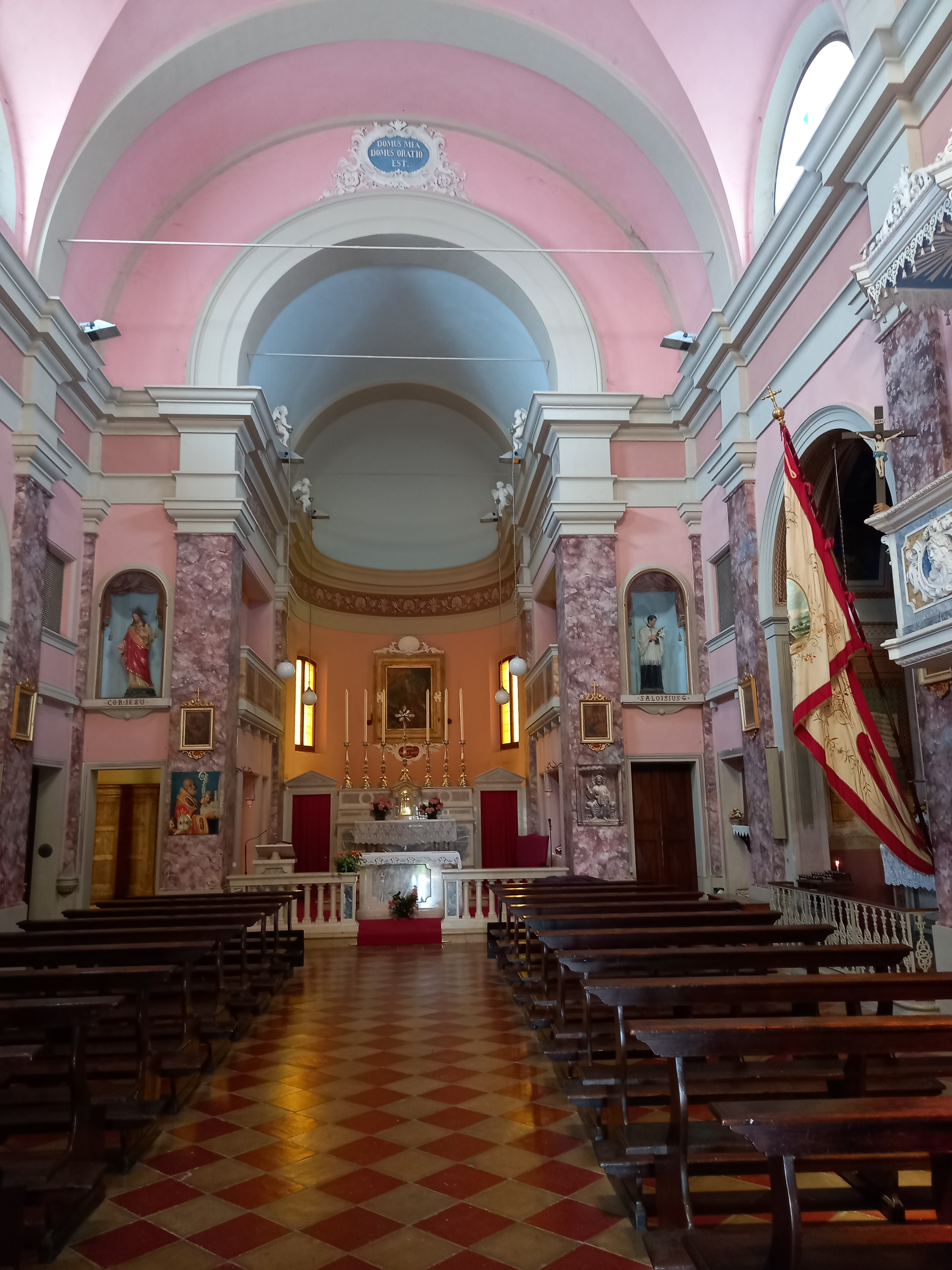
Interno della chiesa

La chiesa di Sant'Andrea Apostolo è la parrocchiale patronale di Montagnana, frazione del comune italiano di Serramazzoni, in provincia di Modena. Appartiene al vicariato di Serramazzoni nell'arcidiocesi di Modena-Nonantola. Il luogo di culto che ci è pervenuto risale al XIX secolo.

## Storia
Sul sito di Montagnana di sopra esisteva nel medioevo un'antica torre per uso militare che serviva come punto di osservazione e che in seguito divenne un campanile sino a quando non venne abbattuta. Il nome locale richiama a volte richiama questa storia quando la località viene chiamata Castello o Campanile. Un piccolo borgo vicino, Montardone, viene citato da Lorenzo Gigli nel 1727. Il primo luogo di culto di Montagnana venne chiamato cappella di Sant'Andrea de Rocha, e fu una chiesa filiale della pieve della Beata Vergine Assunta. Tale edificio venne elencato tra le chiese del modenese del XIII secolo. Quando col tempo questo primo edificio lentamente versò in condizioni sempre peggiori si pensò alla sua riedificazione scegliendo tuttavia una posizione molto diversa dalla precedente, non più nella parte alta e dominante ma a circa un chilometro di distanza, più a valle. Probabilmente in tale decisione ebbe un peso la considerazione che sarebbe stato un luogo più facilmente accessibile, e considerando anche il fatto che intanto la chiesa era stata elevata a dignità parrocchiale. Il cantiere venne probabilmente aperto nel XVI secolo e fu definitivamente chiuso un secolo più tardi. La prima documentazione scritta relativa alla parrocchia risale al 1631 e già in tale momento era sparita la memoria certa di dove si trovasse in effetti quella prima cappella di Sant'Andrea de Rocha e anche quando il vescovo Ercole Rangoni vi si recò in visita pastorale fece scrivere che questo luogo di culto era ridotto ad una stalla e che era necessaria la sua riedificazione. La situazione storica sicura riguardo alla sua reale ricostruzione inizia effettivamente solo nel 1711, quando si sa che venne costruita una piccola e semplice chiesa, ad una sola navata. Nella sala erano presenti già tre altari con dedicazione al Santissimo Sacramento, alla Beata Vergine del Rosario e a Sant'Antonio. La sagrestia venne edificata più tardi, nel 1798. In quel momento il campanile era di piccole dimensioni e vicino vi si trovava anche una cappella con dedicazione a San Rocco. All'inizio del XIX secolo iniziarono a manifestarsi i danni provocati dalle operazioni di sterramento per la costruzione pochi anni prima della nuova via di comunicazione, la via Giardini, voluta dal duca Francesco III d'Este in parziale sostituzione e diramazione della via Vandelli. La nuova via correva troppo vicina alla struttura e la relazione del 1805 stesa dal parroco definì la struttura molto rovinata. In pochi anni la situazione peggiorò e anche la facciata diede segno di cedimenti. I lavori di restauro e messa in sicurezza statica iniziarono nel 1830 ma in breve si arrivò alla decisione che non era possibile recuperare l'esistente e di propese per la scelta di ricostruire una nuova chiesa abbattendo almeno in parte la precedente. Il progetto fu affidato ad Antonio Vandelli di Modena che decise di incorporare la chiesa esistente in quella da costruire in modo da ottenere un edificio di dimensioni molto maggiori anche se improntata a un modello semplice e con sala ad una sola navata e con copertura a due spioventi. Nella sala altari e altre parti vennero realizzati in scagliola policroma e le decorazioni a stucco. Nel primo dopoguerra del XX secolo le cappelle laterali vennero decorate in stile liberty da Renato Ingrami di Serramazzoni. Il campanile venne eretto molto tardi, negli anni sessanta del secolo, e nella sua cella vennero portate le campane conservate sul retro dell'abside della chiesa. Nuovi lavori sono stati realizzati nel XXI secolo ed hanno riguardato gli edifici accanto alla chiesa, il sagrato, la copertura del tetto e la sistemazione delle murature con problemi legati alla mancanza di fondamenta. I lavori più importanti si sono realizzati entro il 2007 ed hanno comportato nuove sottofondazioni, revisioni delle coperture e delle parteti interne ed esterne, compresa la loro tinteggiatura.

## Descrizione

### Esterni
La chiesa si trova sul lato nord della via Giardini a Montagnana, frazione di Serramazzoni in provincia di Modena. La chiesa mostra orientamento tradizionale a est, la facciata in stile neoclassico ha il portale architravato sormontato in asse dalla finestra a lunetta che porta luce alla sala e si conclude col grande frontone triangolare. L'edificio è affiancato da altre costruzioni, tra queste la canonica. La torre campanaria si alza in posizione arretrata e nella sua cella si conserva la campana più antica della provincia di Modena. Questo bronzo risale al 1262 e viene chiamata dei Savignani perché venne donata dalla nobile famiglia dei Da Savignano, antichi signori locali.

### Interni
La navata interna è unica, e la copertura è si adatta ai due spioventi del tetto. Le decorazioni interne sono realizzate a stucco, e gli altari in scagliola colorata a simulare marmo. La pavimentazione è in ceramica e in parte è nascosta da moquette. L'adeguamento liturgico del presbiterio è stato realizzato negli anni settanta del XX secolo e poi parzialmente continuato con i recenti lavori del 2001. Si sono conservati la balaustra in marmo e l'altare originario. Il fonte battesimale è posto vicino all'ingresso, sulla sinistra.